# Andrea Brix
Andrea Brix (* 28. Juni 1937) ist eine deutsche Schauspielerin und Synchronsprecherin.

## Leben
Ihre Ausbildung erhielt sie an der Max-Reinhardt-Schule für Schauspiel und privat bei Marlise Ludwig und eine im Gesang an der Hochschule für Musik in Hamburg und Berlin. Bühnenengagements führten sie u. a. nach Berlin, Paderborn oder Stuttgart, wo sie in die Spanische Fliege, Die schöne Lügnerin oder Sonntag in New York mitwirkte.
Von 1971 bis 1991 gehörte sie zum Ensemble des Berliner Kabaretts Die Stachelschweine und war dort auch am Hansa-Theater tätig.
Brix hatte ihre Debütrolle in dem 1967 in Robert A. Stemmles Anastasia und war seit den 1980er Jahren in einer Vielzahl von Film- und Fernsehproduktionen zu sehen, u. a. neben Günter Pfitzmanns Berliner Weiße mit Schuss oder in einer Episode von Rosamunde Pilcher.
Hauptrollen verkörperte sie zudem in der Comedy-Serie Bernds Hexe und Alle meine Töchter.
Neben ihrer Tätigkeit als Schauspielerin lieh Brix auch diversen internationalen Kollegen ihre Stimme, u. a. Jaclyn Smith in Drei Engel für Charlie, Joanna Lumley in Mit Schirm, Charme und Melone oder Eileen Brennan in Pippi Langstrumpfs neueste Streiche, der amerikanischen Fassung zu Pippi Langstrumpf.

## Werk
Film und Fernsehen:
- 1965: Der Forellenhof (Fernsehserie, 3 Folgen)
- 1967: Anastasia (Fernsehfilm)
- 1972: Willi wird das Kind schon schaukeln (Kino)
- 1980: Mein Gott, Willi! (Fernsehfilm)
- 1984: Turf (Fernsehserie)
- 1986: Ein Heim für Tiere (Fernsehserie, eine Folge)
- 1986–1994: Berliner Weiße mit Schuss (Fernsehserie)
- 1989: Vera und Babs (Fernsehserie)
- 1989: Eine unheimliche Karriere
- 1991: Der Hausgeist (Fernsehserie)
- 1994: Tatort: Geschlossene Akten (Fernsehreihe)
- 1995–1999: Alle meine Töchter (Fernsehserie)
- 1998: Rosamunde Pilcher: Der Preis der Liebe (Fernsehreihe)
- 2000: Unser Charly: Der Rosenkavalier (Fernsehserie)
- 2002–2006: Bernds Hexe (Fernsehserie)
- 2003: Ladykracher (Fernsehserie)
- 2005: Pfarrer Braun: Adel vernichtet (Fernsehreihe)
- 2015–2021: Unter uns (Fernsehserie)

Synchron:
- Jaclyn Smith: Drei Engel für Charlie (Fernsehserie)
- Joanna Lumley: Mit Schirm, Charme und Melone (Fernsehserie)
- Carole Cook: Hart aber herzlich (Fernsehserie)
- Rosalind Cash: Trio mit vier Fäusten (Fernsehserie)
- Eileen Brennan: Pippi Langstrumpfs neueste Streiche
- Annie Ross: Superman III – Der stählerne Blitz
- Cathie Shirriff: Star Trek III: Auf der Suche nach Mr. Spock
- Fionnula Flanagan: Revelations – Die Offenbarung
- Alice Hirson: Flamingo Road: Gnadenlose Rache
- Alice Hirson: Dallas (Fernsehserie)
- Pauline Stone Myrie: Cool Runnings – Dabei sein ist alles